# Grabow
Grabow (phát âm tiếng Đức: [ˈɡʁaːbo]) là một thị xã ở huyện Ludwigslust, bang Mecklenburg-Western Pomerania, Đức. Thị xã nằm bên sông Elde, cự ly 7 km (4,35 mi) về phía đông nam của Ludwigslust-Parchim (trước thuộc huyện Ludwigslust), và 34 km (21.12 mi) về phía tây bắc của Wittenberge.

## Thư viện ảnh

Timber-framed houses
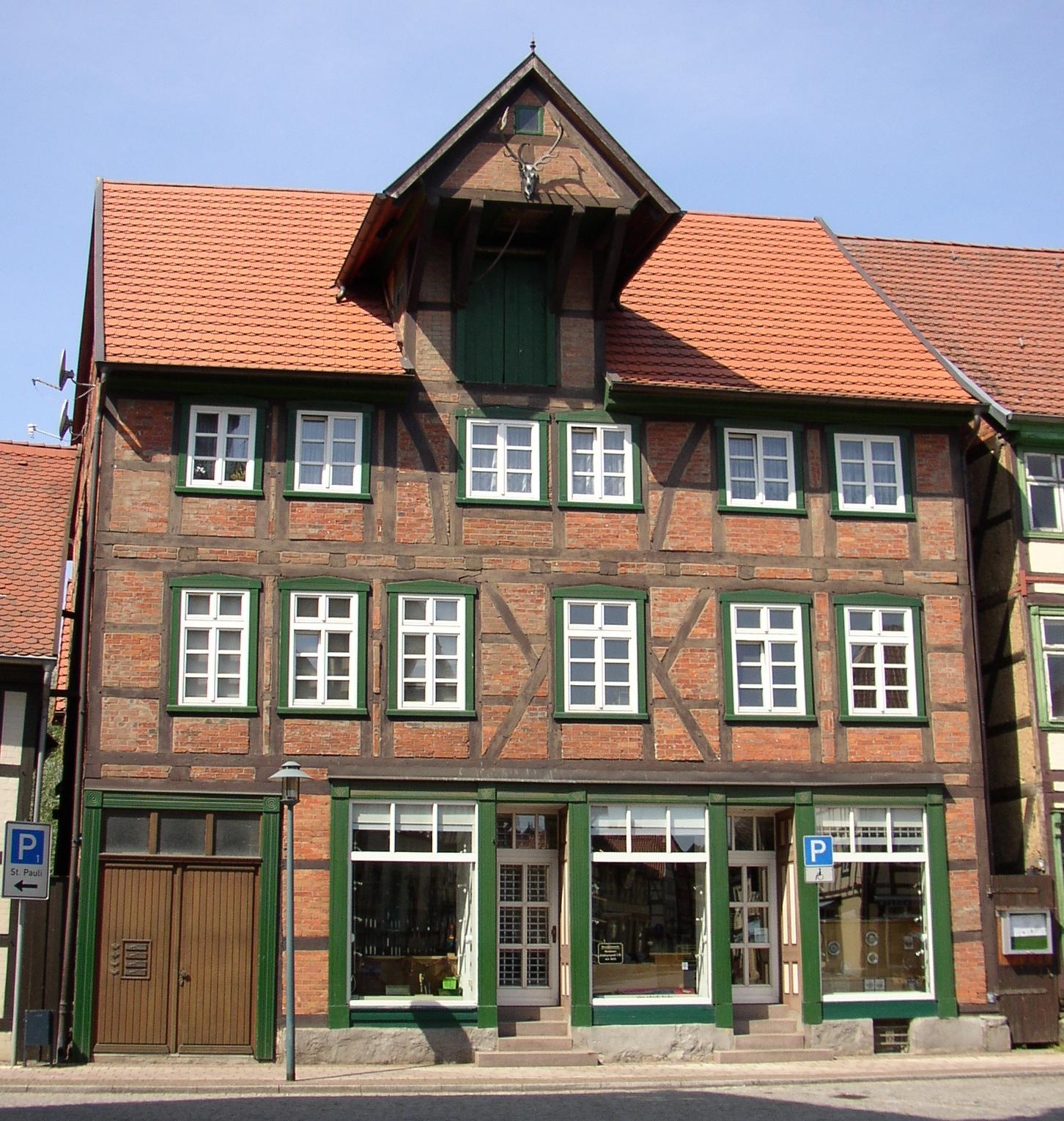
Pferdemarkt 5
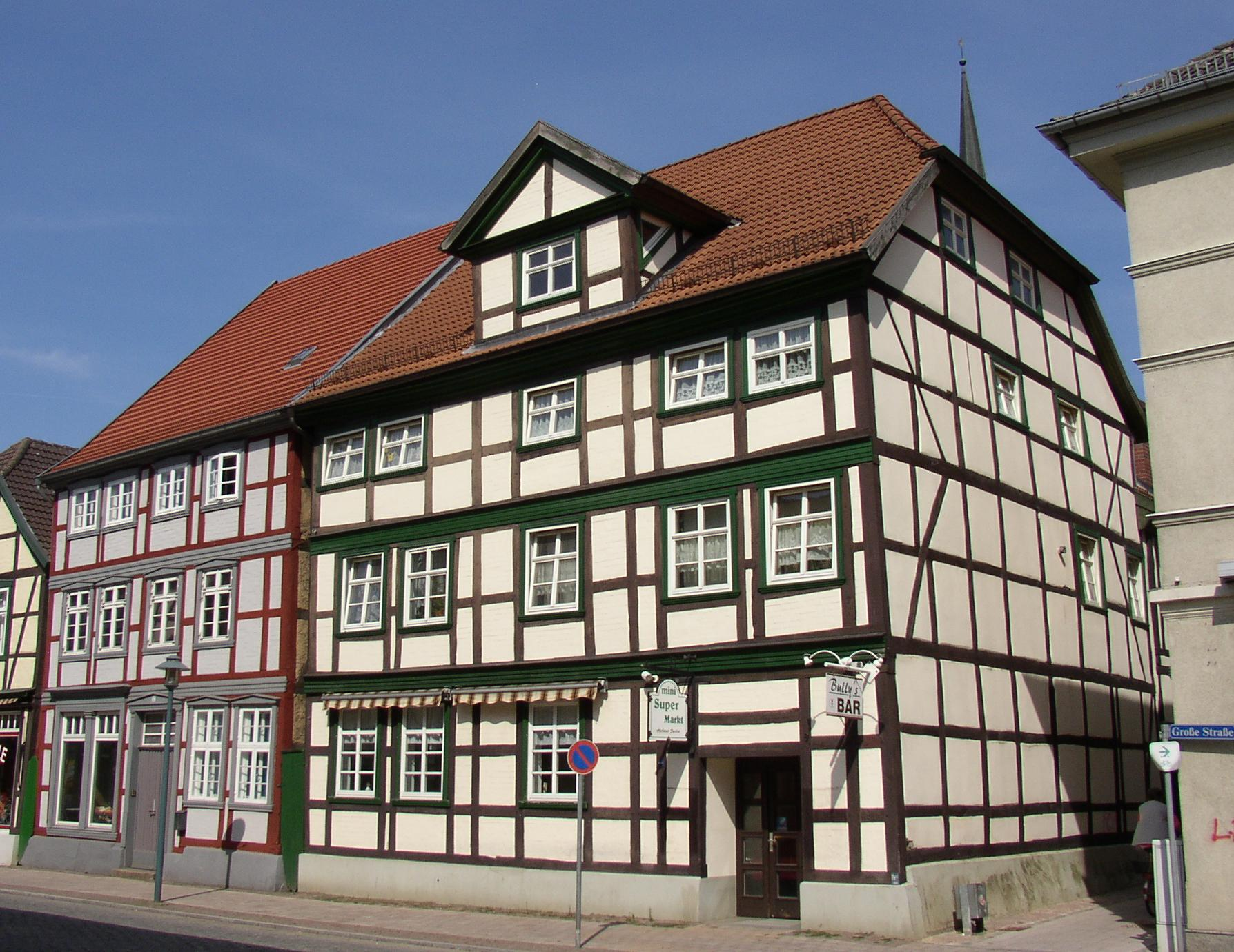
Große Straße